# Камбейський нафтогазоносний басейн
Камбейський нафтогазоносний басейн — розташований на Індостанському п-ові і Камбейській затоці, Індія.

## Характеристика
Пл. 190 тис. км², з них 130 тис. км² — на шельфі. Початкові промислові запаси нафти — 500 млн т, газу — 400 млрд м³. Продуктивні на суші — пісковики і алевроліти палеоцену, еоцену, олігоцену, на шельфі — вапняки еоцену, олігоцену, міоцену. Нафти легкі і середні, несірчисті або з малим вмістом сірки, парафінисті. Гази жирні.

## Технологія розробки
Сер. глибина свердловин на суші 1,8 км, на шельфі 3,4 км.